# Trois Rencontres
Trois Rencontres est une nouvelle d'Ivan Tourgueniev écrite et parue en 1852 dans la revue Le Contemporain.

## Édition française
- Trois rencontres, traduit par Françoise Flamant, Éditions Gallimard, Bibliothèque de la Pléiade, 1981, 31 pages.  (ISBN 978 2 07 010980 7).